# Lactobacillus acidophilus
Lactobacillus acidophilus er en mælkesyrebakterie, der indgår i den normale tarmflora. Bakterien bliver brugt til at fremstille A-38 og tykmælk.